# Agnesberg
Agnesberg är en före detta tätort och ett primärområde i stadsområde Nordost i Göteborgs kommun, beläget i stadsdelen Angered i Nordöstra Göteborg (före 1967 i Angereds kommun). Det är beläget vid E45 och Bergslagsbanan på Göta älvs östra strand. Agnesberg ingick i tätorten Göteborg 1970 till 2015 då Angered skildes från Göteborg och blev en del av den nya tätorten Nordöstra Göteborg.
Agnesberg hade varit gästgivarort i flera hundra år, när den fick en järnvägsstation 1880, och under de närmast följande decennierna började industrier etablera sig på orten, bland annat färgtillverkaren Dorch, Bäcksin & Co och P.O. Stokkebye Kvarnaktiebolag. Kvarnen producerade bland annat AXA havregryn. Kvarnproduktionen tog sin början år 1901. 1909–1910 uppfördes en anläggning för beredning av havregryn, och det var där som metoden med ångpreparering av havregryn utvecklades. År 1979 lades kvarnen i Agnesberg ned och produktionen flyttades till Järna i Södermanland. 
I början av 1960-talet tillkom det nuvarande flerbostadshusområdet Steken.

## Befolkningsutveckling
| Befolkningsutvecklingen i Agnesberg 1950–1965                                          | Befolkningsutvecklingen i Agnesberg 1950–1965 | Befolkningsutvecklingen i Agnesberg 1950–1965 | Befolkningsutvecklingen i Agnesberg 1950–1965 | Befolkningsutvecklingen i Agnesberg 1950–1965 |
| -------------------------------------------------------------------------------------- | --------------------------------------------- | --------------------------------------------- | --------------------------------------------- | --------------------------------------------- |
|                                                                                        |                                               |                                               |                                               |                                               |
| År                                                                                     |                                               |                                               | Folkmängd                                     | Areal (ha)                                    |
| 1950                                                                                   | 1950                                          |                                               | 828                                           | ##                                            |
| 1960                                                                                   | 1960                                          |                                               | 727                                           | 167                                           |
| 1965                                                                                   | 1965                                          |                                               | 1 461                                         | 172                                           |
| Anm.: Sammanvuxen med Göteborg 1970. ## Som tätort/befolkningsagglomeration 1920–1950. |                                               |                                               |                                               |                                               |

## Nyckeltal

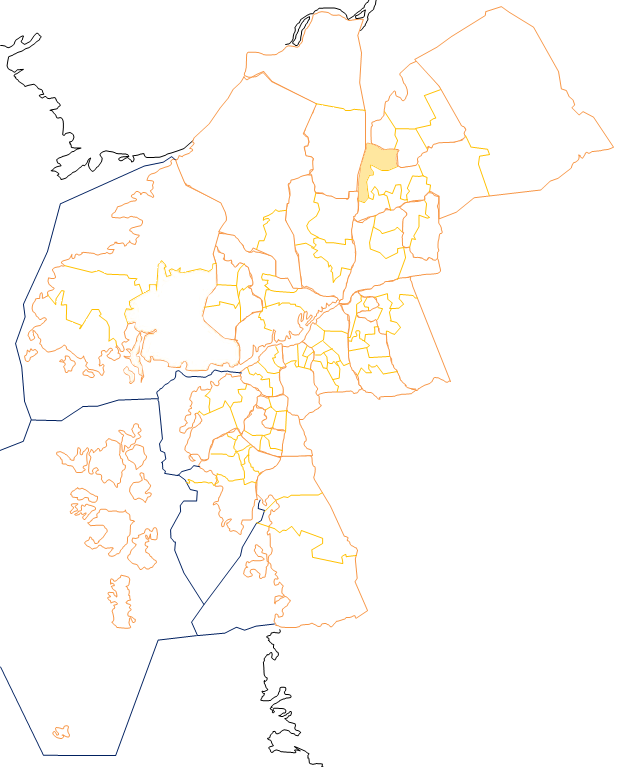
Agnesberg

Nyckeltalen redovisar statistik som beskriver Göteborg och dess 96 delområden, primärområden, per den 31 december och kan användas för att jämföra de olika områdena. Nedan redovisas uppgifter för primärområdet och jämförelse görs mot uppgifterna för hela kommunen.
|                                                           | Agnesberg  | Hela Göteborg |
| --------------------------------------------------------- | ---------- | ------------- |
| Folkmängd                                                 | 994        | 587 549       |
| Befolkningsförändring 2020–2021                           | -33        | +4 493        |
| Andel födda i utlandet                                    | 47,5 %     | 28,3 %        |
| Andel utrikes födda eller med två utrikes födda föräldrar | 62,5 %     | 38,1 %        |
| Medelinkomst                                              | 283 600 kr | 332 400 kr    |
| Arbetslöshet                                              | 9,4 %      | 6,6 %         |
| Antal ersatta dagar från F-kassan per person (16-64 år)   | 16,2       | 19,5          |
| Andel med eftergymnasial utbildning (minst 3 år)          | 22,1 %     | 37,9 %        |
| Andel bostäder byggda 1961–1970                           | 77,3 %     |               |
| Andel bostäder i allmännyttan                             | 0,0 %      | 25,9 %        |
| Antal färdigställda bostäder 2021                         | 2          |               |
| Andel bostäder i småhus                                   | 32,9 %     | 18,3 %        |

## Stadsområdes- och stadsdelsnämndstillhörighet
Primärområdet tillhörde fram till årsskiftet 2020/2021 stadsdelsnämndsområdet Angered och ingår sedan den 1 januari 2021 i stadsområde Nordost.